# Петтерссон, Рональд
Рональд Петтерссон (швед. Pettersson Ronald; 16 апреля 1935 — 6 марта 2010) — шведский хоккеист, крайний нападающий. Чемпион мира 1957 и 1962 гг.
Выступал за команды «Сурахаммарс ИФ» (Сурахаммар), «Сёдертелье СК» (Сёдертелье) и «Вестра Фрёлунда ИФ» (Гётеборг). Чемпион Швеции 1956 года в составе «Сёдертелье» и 1965 года в составе «Фрёлунды».
В период с 1955 по 1967 гг. принимал участие во всех крупнейших международных турнирах в составе сборной Швеции — 10 чемпионатах мира и трёх Олимпийских играх. Единственная олимпийская медаль — серебро Игр в Инсбруке в 1964 г.. Дважды становился чемпионом мира (1957 и 1962), всего завоевал 6 медалей чемпионатов мира.
В 1968—1974 гг. — главный тренер молодёжной сборной Швеции.
В 1974—1976 гг. — главный тренер национальной сборной Швеции, которую привёл к бронзовым медалям чемпионатов мира 1975 и 1976 гг.
В 1978—1981 гг. — главный тренер национальной сборной Норвегии.
В 2004 году введен в Зал славы ИИХФ.
Его игровой свитер с номером 14 был выведен из обращения в клубе «Вестра Фрёлунда ХК» в 2002 году.